# ゴリラガラス

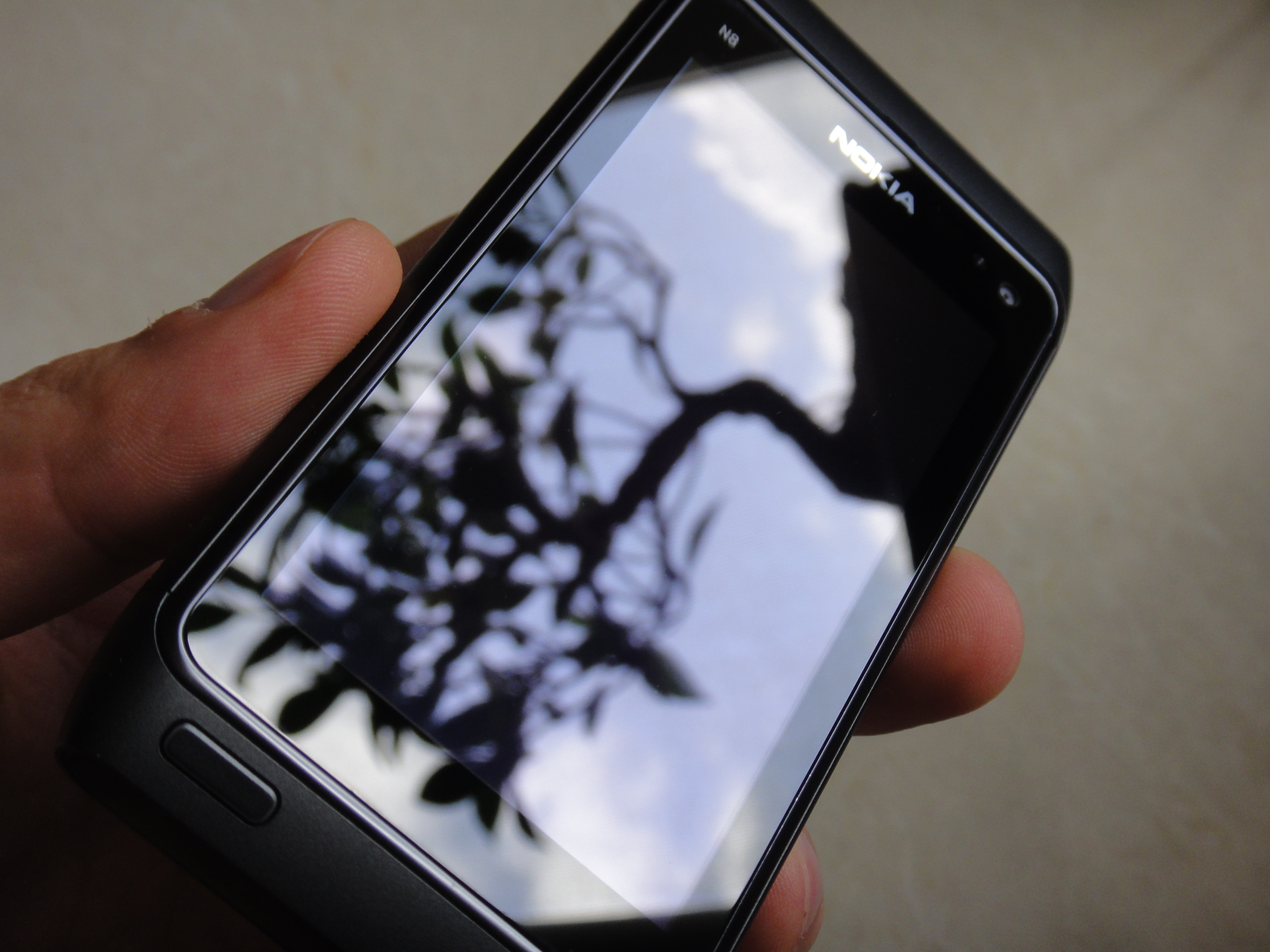
Nokia N8 に採用されているゴリラガラス

ゴリラガラス（Gorilla Glass）はコーニングによって開発された特殊ガラスの名称である。後に改良され、ゴリラガラス2、ゴリラガラス3、ゴリラガラス4、ゴリラガラス5、ゴリラガラス6、ゴリラガラスVictusへと進化している。
アルカリアルミノケイ酸塩の素材を使用しており、高い透明度と強度を誇っている。特に強度はプラスチックの数十倍と言われ、衝撃や傷に耐えることが可能である。ビッカース硬さでは622から701の間である。
主な製品としてスマートフォンやタブレットにゴリラガラスが採用されており、2010年には世界の携帯電話のうち約20%、約2億台に採用されている。

## 歴史
コーニングは"Project Muscle"という計画の一環として、1960年に化学強化ガラスの研究を行った。その数年後、"Chemcor"と呼ばれる化学強化ガラスが開発されたが、コーニングはその活用法を見つけられず、ゴリラガラスの前身であるそれが量産されたことはなかった。ただし、重量の削減が重要なレースカーであるダッジ・ダート（1968年モデル）やプリムス・バラクーダのため、100個ほどが生産されている。
2006年、初代iPhoneの開発中にAppleは、試作品と一緒にポケットに入れられた鍵が試作品の硬質プラスチック製の表面を傷つけてしまうことを発見した。後にスティーブ・ジョブズがコーニングのCEOであるウェンデル・ウィークスに接触した際、ウィークスはジョブズに社内で1960年代に開発され、仕舞い込まれていた素材の話を伝えた。傷に強いこのガラスを用いることで問題を解決した。
コーニングのCEOは当初、iPhoneの発売までに十分な数の製品を製造できるか懸念を示していたが、ジョブズはウィークスを説得した。そして、ケンタッキー州のハロッズバーグにあるコーニングの工場で2007年6月の発売のために製造が開始された。
その後、コーニングはさまざまな企業のスマートフォンや電子機器のために開発を続けている。
2012年1月9日、CES2012で同じ強度を20%薄く実現でき、触れた際の応答性が改善されたゴリラガラス2が発表された。
また、同じく2012年にはコーニングとサムスン電子はロータスガラスを製造するためのジョイントベンチャーを発表した。ロータスガラスはゴリラガラスと相補的に用いられる次世代の素材であり、より高解像度でより素早い応答速度の液晶画面のために必要な素材の高い寸法的・熱的安定性を実現できる。コーニングによると、電子機器の外装に採用されるゴリラガラスとは違い、ロータスガラスは液晶パネルのガラス基板用に製造される。つまり、1つの製品にゴリラガラスとロータスガラスの両方を採用することも可能である。

## 製造
ゴリラガラスは強化ガラスの一種である。元になるガラス素材は約400℃で溶融されたカリウム塩に浸される。するとガラス表面の小さなナトリウムイオンが溶融塩内の大きなカリウムイオンに置換される。大きなカリウムイオンは小さなナトリウムイオンより大きな体積を占有し、冷却された際に圧力を生じる。これによりカリウムイオンはガラスのより深い部分まで浸透し、強い圧縮応力を有する表面層がガラスの深くまで形成される。この表面層が傷を防ぐ。
アメリカのケンタッキー州ハロッズバーグと韓国の牙山の工場で製造されている。